# Catedral de Nuestra Señora de Nazaret (Orange)
La catedral de Nuestra Señora de Nazaret de Orange o simplemente catedral de Orange (en francés: Cathédrale Notre-Dame-de-Nazareth d'Orange) es una iglesia católica francesa de rito romano erigida en la pequeña ciudad de Orange, en el departamento de Vaucluse. Reorganizada actualmente como una simple iglesia parroquial, destaca porque fue la sede de la Diócesis de Orange durante la Alta Edad Media (del siglo VI al siglo VIII) y desde el siglo XII hasta la Revolución Francesa, condición que no recuperó tras el Concordato de 1801. Fue clasificada como monumento histórico el 4 de enero de 1921.
El edificio original, que fue edificado a partir del siglo VI (su consagración fue en el 528), fue destruido varias veces durante el curso de la historia. El campanario, que data de 1338, fue habitado durante la Edad Media por el preboste del capítulo.
En febrero de 1480, el rey Luis XI confirmó su protección mediante cartas patentes.
La actual catedral se remonta al siglo XII, pero fue duramente dañada durante las guerras religiosas con los protestante en 1561. Tras el "alboroto" del 20 de diciembre, los hugonotes lo transformaron temporalmente en un templo protestante. Fue sometido a varias restauraciones como resultado de estas destrucciones.
Durante la Revolución Francesa, se convirtió esta vez en un templo de la Razón. Después del Concordato de1801 volvió a manos de la Iglesia católica.

## Véase también

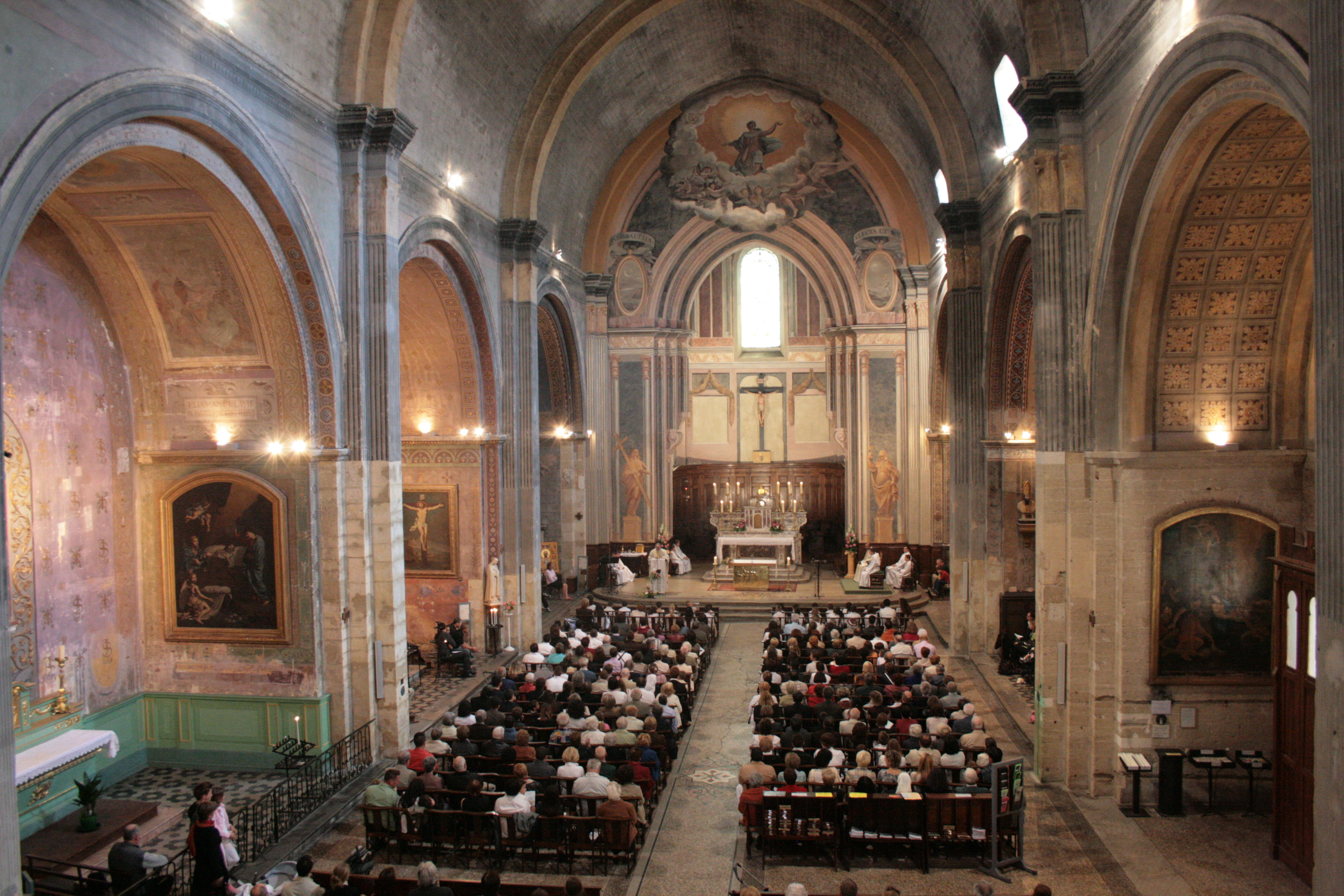
Vista interna